# Regis Pitbull
Regis Pitbull (sinh ngày 22 tháng 9 năm 1976) là một cầu thủ bóng đá người Brasil.

## Sự nghiệp câu lạc bộ
Regis Pitbull đã từng chơi cho Kyoto Purple Sanga.

## Thống kê câu lạc bộ

### J.League
| Đội                | Năm       | J.League | J.League | J.League Cup | J.League Cup | Tổng cộng | Tổng cộng |
| Đội                | Năm       | Trận     | Bàn      | Trận         | Bàn          | Trận      | Bàn       |
| ------------------ | --------- | -------- | -------- | ------------ | ------------ | --------- | --------- |
| Kyoto Purple Sanga | 2000      | 21       | 4        | 4            | 3            | 25        | 7         |
| Tổng cộng          | Tổng cộng | 21       | 4        | 4            | 3            | 25        | 7         |